# ナジ・ジュジャ
ナジ・ジュジャ（Nagy Zsuzsa、1975年11月3日 - ）はハンガリーのブダペスト出身の元柔道選手。階級は61kg級。身長178cm。

## 人物
1990年のヨーロッパジュニア56kg級で3位となった。その後階級を61kg級に上げると、1991年のヨーロッパ選手権では決勝でドイツのフラウケ・アイコフを破って、15歳197日の史上最年少チャンピオンとなった。世界選手権では7位、ヨーロッパジュニアでは3位だった。1992年に地元で開催されたハンガリー国際では優勝するも、バルセロナオリンピックでは2回戦でベネズエラのシオマラ・グリフィスに谷落で敗れた。世界ジュニアでは3位になった。その後、1993年3月に17歳で現役を引退した。

## 主な戦績
- 1990年 - ヨーロッパジュニア　3位(56kg級)
- 1991年 - オランダ国際　2位
- 1991年 - ヨーロッパ選手権　優勝
- 1991年 - 世界選手権　7位
- 1991年 - ヨーロッパジュニア　3位
- 1992年 - ハンガリー国際　優勝
- 1992年 - オーストリア国際　3位
- 1992年 - 世界ジュニア　3位

(出典)。